# Araneus iguacu
Araneus iguacu là một loài nhện trong họ Araneidae.
Loài này thuộc chi Araneus. Araneus iguacu được Herbert Walter Levi miêu tả năm 1991.